# Tensione residua
Tutte le sollecitazioni che insorgono nei materiali anche in assenza di carichi esterni di qualsiasi natura sono dette tensioni residue.

## Definizione di tensione residua
Le tensioni residue possono dunque essere originariamente presenti nel componente anche a nostra insaputa: al pari di ogni altra tensione, si compongono alle sollecitazioni indotte dai carichi applicati.

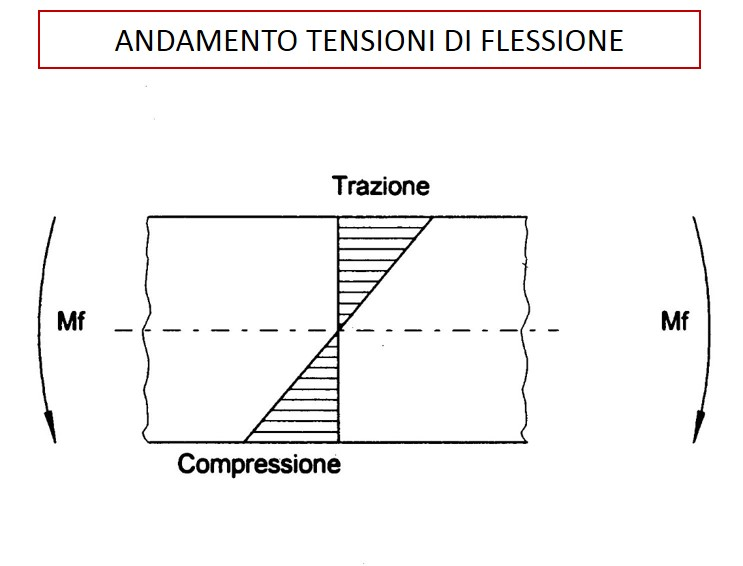
Andamento tensioni dovute alla flessione
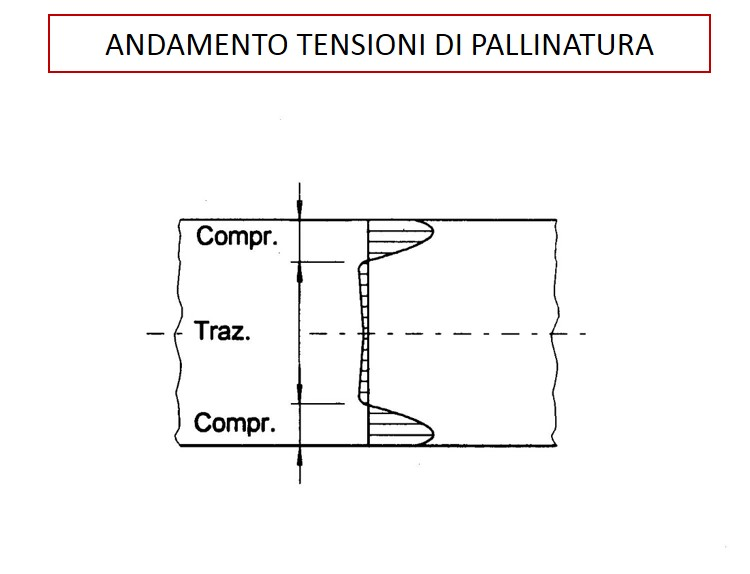
Andamento delle tensioni residue generate dal processo di pallinatura
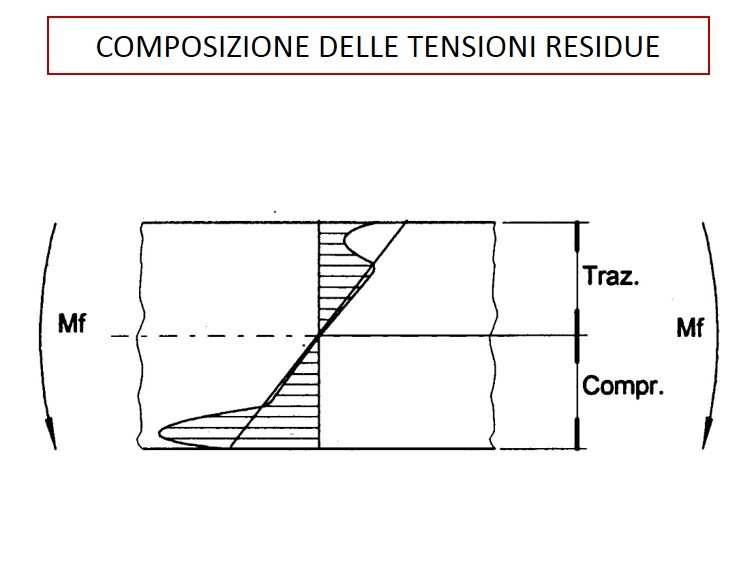
Composizione delle tensioni durante l'esercizio del componente meccanico (Flessione + Pallinatura)

Le tensioni residue generano un campo di tensione autoequilibrante avente quindi risultante e momento risultante nullo:
{\displaystyle \int \sigma \centerdot dy=0}
{\displaystyle \int y\centerdot \sigma \centerdot dy=0}

## Origine delle tensioni residue
Le tensioni residue possono essere originate dai seguenti processi:
- Processi di fabbricazione (ad esempio lavorazioni meccaniche per deformazione plastica, asportazione di truciolo, saldatura, forgiatura)
- Trattamenti meccanici (ad esempio pallinatura, sabbiatura, rullatura)
- Trattamenti termici e termochimici (ad esempio tempra, bonifica, cementazione, nitrurazione)
- Metodi di montaggio (ad esempio forzamenti).

## Settori di interesse all'analisi delle tensioni residue
Lo studio, l'analisi e la determinazione dell tensioni residue risulta di notevole interesse in molti ambiti dell'industria meccanica.
I principali ambiti di interesse delle tensioni residue sono:
- Industria aerospaziale
- Industria automobilistica (produzione di serie / competizioni)
- Industria ferroviaria
- Industria Oil & Gas (parti di compressori e turbine)
- Industria energetica (impianti a vapore, eolici e nucleari)

La determinazione preventiva delle tensioni residue permette di ottimizzare il processo di progettazione di componenti meccanici scongiurando quindi il manifestarsi di eventuali rotture o cedimenti indesiderati (dovute a carichi statici o a fatica). Inoltre la misura delle tensioni residue permette di verificare la qualità e la rispondenza dei particolari meccanici (metallici, compositi, polimerici) alle specifiche definite in fase di progettazione.

## Influenza delle tensioni residue

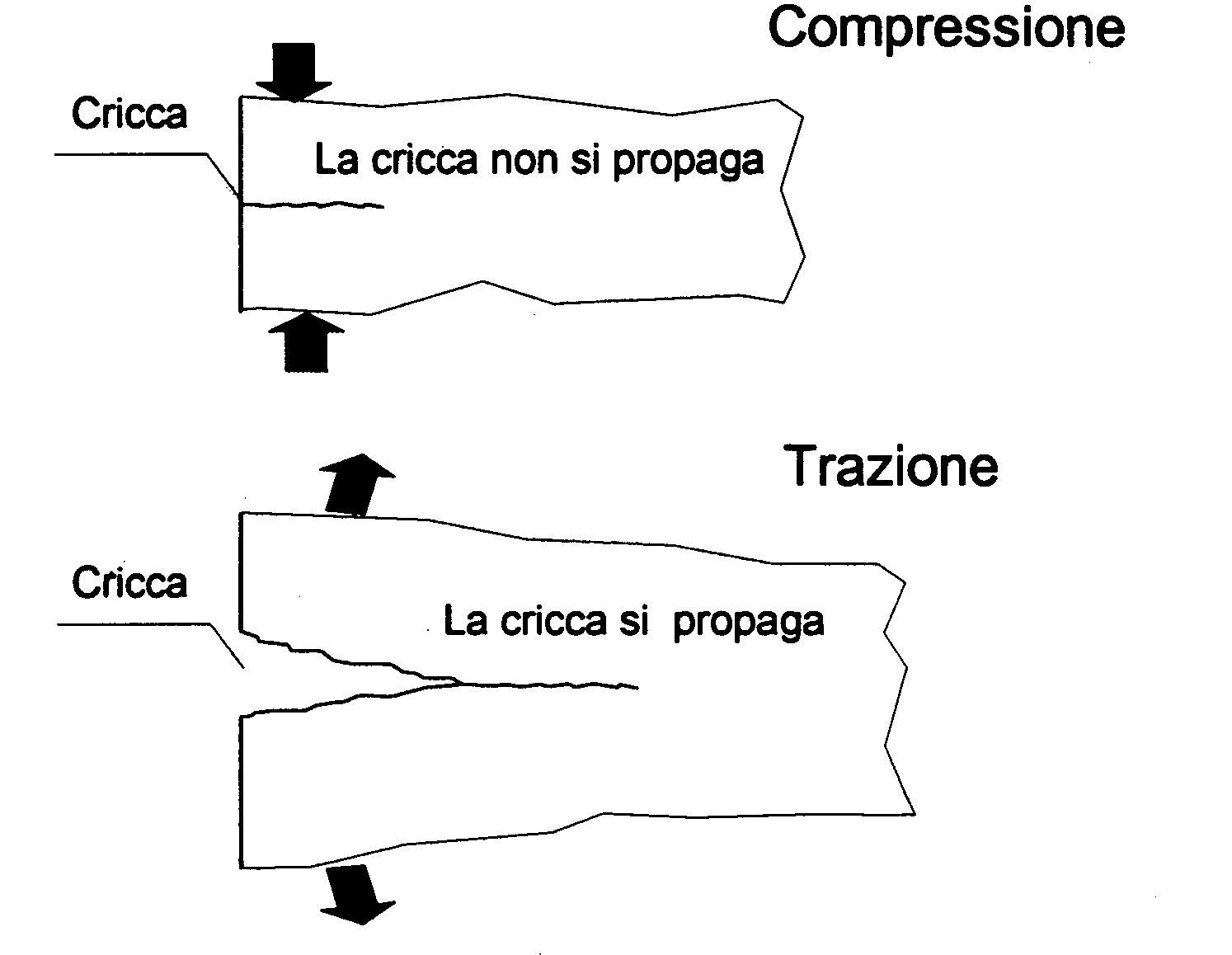
Propagazione delle cricche: un campo di tensione residua superficiale di compressione si oppone alla loro propagazione.

Le tensioni residue, quindi, influenzano il comportamento dei componenti meccanici potendo comprometterne la stabilità strutturale, quella dimensionale, nonché la resistenza alla frattura e alla fatica: a titolo esemplificativo, uno stato di tensione residua di trazione facilita la propagazione di un'eventuale cricca e quindi riduce la vita a fatica di un componente meccanico.
Le tensioni residue limitano dunque la capacità di carico e la sicurezza dei componenti meccanici durante il loro esercizio, e possono trovare un'efficace risposta solo se sono note sia quantitativamente che qualitativamente.
Conoscere l'entità delle tensioni residue è di fondamentale importanza in particolare nell'ambito della progettazione dei componenti meccanici, in quanto permette di rilevare dati utili ad attuare decisioni fondamentali per la definizione del ciclo di lavoro del componente (processi di asportazione, trattamenti termici o meccanici).
Questo aspetto è importante specialmente durante tutte quelle fasi che possono modificare la struttura, la forma e le dimensioni dei componenti al fine di eliminare il manifestarsi di rotture del materiale, fermi macchina o malfunzionamenti meccanici.

## Metodi per la misura delle tensioni residue
Esistono vari metodi per la determinazione delle tensioni residue.
Questi metodi possono essere divisi in base al grado di danneggiamento che provocano nel particolare sotto indagine.
In particolare questi si dividono in:
- Metodi distruttivi
- Metodi semi distruttivi
- Metodi non distruttivi

I metodi non distruttivi sono metodi che non provocano danneggiamento nel componente sotto indagine: al contrario, i metodi distruttivi, compromettono definitivamente l'utilizzo del particolare meccanico analizzato. I metodi semi distruttivi, invece, sono i metodi che provocano un piccolo danneggiamento sulla superficie del particolare, ma tale da non comprometterne la possibilità di utilizzo e quindi la sua funzionalità.
Nella scelta del metodo di misura più opportuno risulta fondamentale conoscere la profondità (in mm) di indagine ed inoltre il materiale del particolare meccanico analizzato.
Soprattutto per quello che riguarda la profondità massima di indagine, è bene tenere in considerazione che solo i metodi semidistruttivi e distruttivi permettono di analizzare con accuratezza le tensioni residue all'interno dello spessore del particolare (quindi non limitandosi ad un'analisi della tensioni residue presente solamente sulla superficie).

### Metodi distruttivi
I metodi distruttivi per la misura delle tensioni residue si basano sulla misura della deformazione a seguito della rimozione (taglio, tornitura) di una parte del materiale costituente il provino.
A seguito del taglio o della lavorazione meccanica, l'equilibrio delle tensioni originariamente presenti nel particolare viene alterato: l'effetto è la deformazione del particolare.
Tali deformazioni vengono generalmente misurate mediante un estensimetro, una rosetta estensimetrica o una catena estensimetrica appositamente orientata.

#### Metodo del sezionamento
Il metodo del sezionamento è un metodo estensimetrico di tipo distruttivo per la misura delle tensioni residue su componenti meccanici.
Il metodo si basa sul taglio del componennte analizzato in più parti e sulla successiva misura delle deformazioni prodotte dopo l'operazione di taglio.
Le deformazioni vengono misurate mediante l'applicazione di estensimetri e rosette estensimetriche opportunamente posizionate nelle vicinanze delle zone di taglio.
Una definizione accurata della posizione e del numero dei tagli da eseguire permette la determinazione del campo di tensione residua originariamente presente nel componente meccanico.
Tale metodo trova diffusione in campo ferroviario per la determinazione delle tensioni residue su assili e rotaie.

#### Metodo della tornitura interna o esterna di tubi (Metodo di Sachs)
Il metodo della tornitura interna o esterna di tubi (o Metodo di Sach's) è un metodo estensimetrico di tipo distruttivo per la misura delle tensioni residue su componenti cilindrici.
Il metodo consiste nell'applicare una rosetta estensimetrica sulla superficie interna o esterna del particolare cilindrico e di realizzare un'asportazione di materiale (dal lato opposto rispetto alla rosetta estensimetrica) mediante un'operazione di asportazione di truciolo per tornitura.
Dalla misura dette deformazioni assiali e trasversali è possibile calcolare quindi le tensioni residue originariamente presenti nel particolare esaminato.

#### Metodo della rimozione di strati
Il metodo della rimozione di strati è un metodo estensimetrico di tipo distruttivo per la misura delle tensioni residue su componenti piani.
Il metodo consiste nell'applicare una rosetta estensimetrica su una superficie del componente e di realizzare per asportazione meccanica di materiale  (dal lato opposto rispetto alla rosetta estensimetrica) mediante un'operazione di asportazione di truciolo per fresatura.
Dalla misura dette deformazioni assiali e trasversali è possibile calcolare quindi le tensioni residue originariamente presenti nel particolare esaminato.

### Metodi semi-distruttivi
I metodi semi-distruttivi si basano sulla realizzazione di una piccola lavorazione sulla superficie meccanica di un particolare meccanica in prossimità di una speciale rosetta a 3 griglie precedentemente incollata
Tali metodi trovano una larghissima diffusione in quanto permettono di realizzare le misure facilmente e a basso costo.
Inoltre la grande disponibilità di rosette estensimetriche di varie dimensioni e configurazioni permette di applicare il metodo in maniera quasi universale per quanto riguarda la geometria ed il materiale che costituisce la parte analizzata.
Esistono inoltre sul mercato strumenti, automatici e non, appositamente sviluppati per la realizzazione di tali misure: per questo motivo tali metodi hanno una larga diffusione e possono quindi essere utilizzati per applicazioni in laboratorio o in campo.

#### Metodo del foro
Il metodo del foro (o Hole drilling) consiste nella realizzazione di un foro di piccole dimensioni (circa 1.8 – 2.0 mm) al centro di una speciale rosetta estensimetrica a 3 griglie il quale modifica lo stato di deformazione iniziale consentendo la ridistribuzione delle tensioni residue accumulate all'interno del materiale.
Le deformazioni che si vengono così a determinare possono essere misurate da un'opportuna rosetta estensimetrica a tre rami e successivamente rielaborate, mediante l'impiego di opportuni sistemi di calcolo, per ottenere la misura delle tensioni residue presenti all'interno del materiale.
La foratura del materiale deve essere realizzata utilizzando una tecnologia di foratura ad alta velocità mediante turbina ad aria compressa (400 000 rpm) o motore elettrico (25 000 rpm).
Il metodo del foro trova impiego nella misura delle tensioni residue sin dai primi micron di profondità sino a circa 2,0 mm nello spessore.
Tale metodo ha il vantaggio di essere applicabile a materiali metallici, polimerici o compositi.
I passi che permettono di realizzare una prova mediante il metodo del foro possono dunque essere così riassunti:
- applicazione di una rosetta estensimetrica a tre griglie sulla superficie del componente analizzato
- esecuzione di un foro passante o cieco centrato con la rosetta
- misura delle deformazioni prodotte dal rilassamento delle tensioni residue
- calcolo delle tensioni residue mediante l'elaborazione delle deformazioni misurate

Il metodo del foro cieco è standardizzato a livello internazionale dalla norma di ASTM E837-13: essa definisce la procedura di prova, le caratteristiche della strumentazione e i coefficienti necessari al calcolo delle tensioni residue partendo dai valori di deformazione acquisita.

#### Metodo della cava anulare
Il metodo della cava anulare (o Ring Core) consiste nella realizzazione di una cava (diametro interno 14mm, esterno 18mm) attorno ad una speciale rosetta estensimterica a 3 griglie incollata sulla superficie da analizzare.
Il metodo è concettualmente simile al metodo del foro e trova applicazione nel campo dell'industria siderurgica su componenti forgiati e fusi di grandi dimensioni.
Il metodo ha il vantaggio di permettere l'analisi delle tensioni residue fino alla profondità massima di 5,0 mm: tuttavia questo si traduce in una minore precisione nel calcolo delle tensioni residue presenti vicino alla superficie del componente analizzato.
I passi che permettono di realizzare una prova mediante il metodo del foro possono dunque essere così riassunti:
- applicazione di una rosetta estensimetrica a tre griglie sulla superficie del componente analizzato
- esecuzione di una cava attorno alla rosetta estensimetrica
- misura delle deformazioni prodotte dal rilassamento delle tensioni residue
- calcolo delle tensioni residue mediante l'elaborazione delle deformazioni misurata

### Metodi non distruttivi
I metodi non distruttivi sono i metodi di misura delle tensioni residue che non provocano un danneggiamneto superficiale alla superficie del componente analizzato.
Tali metodi presentano il vantaggio di non danneggiare il componente meccanico esaminato, ma molti di loro presentano limitazioni riguardo alla massima profondità di indagine o per quanto il materiale che costituisce il componente.
Tali metodi si basano generalmente su tecniche diffrattometriche (raggi X, neutroniche, sincrotoniche) oppure magnetiche o ultrasoniche.

#### Diffrazione dei raggi X
Il metodo della diffrazione dei raggi X è un metodo non distruttivo per la misura delle tensioni residue su componenti metallici.
Il metodo si basa sulla legge di Bragg per la diffrazione: in un materiale metallico affetto da tensioni residue, la distanza cristallina interplanare varia in funzione della loro entità (e con essa varierà anche l'angolo di diffrazione dei raggi incidenti).
Il metodo permette di misurare una variazione di tensione: per questo motivo, prima di eseguire la misura sul campione di interesse, deve essere eseguita una misura della distanza cristallina interplanare su un campione di riferimento (generalmente polveri) nel quale si suppone che le tensioni residue siano nulle.
Tale metodo quindi è strettamente applicabile sui materiali per i quali esistono le polveri di riferimento e presenta delle limitazioni/problematiche per quanto riguarda l'utilizzo su materiali anisotropi (ad esempio leghe di Inconel) o materiali per il quali possano essere presenti contemporaneamente più fasi cristalline (ad esempio Titanio - presenza contemporanea di fase α e β).
Il metodo, infine, deve essere considerato non distruttivo solo nel caso in cui sia necessario ottenere una misura delle tensioni residue superficiali:infatti, nel caso in cui sia necessario misurare un profilo di tensione nello spessore del materiale, è necessario ripetere la misura esattamente nello stesso punto dopo aver eseguito un trattamento di elettroerosione della superficie (rendendo dunque il metodo semi distruttivo).
Il metodo ha la sua massima accuratezza nella misura delle tensioni residue in superficie: essa tende a decrescere nel caso in cui sia necessario eseguire la misura delle tensioni nello spessore del componente analizzato.